# Alona Tal
Alona Tal (Herzliya, 20 de outubro de 1983) é uma atriz israelense. Conhecida pela personagem Meg Manning da série "Veronica Mars" e pela personagem Jo Harvelle da série Supernatural.

## Carreira
Alona iniciou sua carreira com um vídeo musical de crianças, no qual ela fez o papel da bruxa má. Depois disso, ela apareceu em um comercial de detergente para roupa, em seguida pegou o papel principal no filme israelita "Lihiyot Kochav" (To Be a Star). Durante a filmagem do filme, ela recebeu convite para dois papéis em diferentes programas de televisão, ela aceitou ambos. O primeiro convite foi para atuar em uma novela chamada "Tzimerim", sobre a vida de uma família que administra um hotel, o segundo foi na série "HaPijamot" (The Pyjamas), esta série teve cinco temporadas, e Tal teve a oportunidade de mostrar seu talento musical. Ela foi a personagem principal apenas nas três primeiras temporadas, mas apareceu na quarta temporada em vários episódios. Na sequência, Alona gravou várias músicas com o rapper de Israel, Subliminal.
Alona foi para Nova York para viver com sua irmã. Em Nova York, ela conheceu o cantor Wyclef Jean e gravou uma canção com ele (a canção Party to Damascus tem Alona cantando o refrão em hebraico). Em uma entrevista, ela se referiu a ele como seu mentor, que procurou ajudá-la com a sua verdadeira paixão, a música.
Um dos papéis de maior destaque na TV foi na série "Veronica Mars", onde interpretou Meg Manning, um dos poucos amigos de "Veronica". Originalmente ela fez audição para o papel de "Veronica", mas a personagem foi para Kristen Bell. Entretanto, Rob Thomas, criador da série, gostou tanto dela que criou a personagem Meg Manning especificamente para ela. Ela também desempenhou o papel de Jo Harvelle na segunda temporada de "Supernatural".
Em 5 de junho de 2007, Alona se casou com o também ator, Marcos A. Ferraez.
A atriz anunciou em 23 de Outubro de 2016 em um painel de Supernatural, que estaria gravida de seu primeiro filho(a). Porém em 17 de Novembro a mesma postou sua primeira foto gravida ao lado do marido em suas redes sociais, assim oficializando a gravidez. Ela celebrou o chá de bebê no dia 29 de janeiro de 2017 e entre as convidadas estavam as atrizes israelenses Gal Gadot e Noa Tishby. Ela deu a luz uma menina, Charlie, no dia 7 de março daquele ano.

## Filmografia
| Ano  | Título           | Papel           | Notas   |
| 2017 | Liga da Justiça  | Dinah Lance     | Cinema  |
| 2016 | Opening Night    | Chloe           |         |
| 2013 | Linha de ação    | Katy Bradshaw   |         |
| 2009 | Kalamity         | Ashley          |         |
| 2008 | College          | Gina            |         |
| 2007 | Half Past Dead 2 | Ellie Burke     | Voz     |
| 2007 | Taking 5         | Devon           |         |
| 2007 | Frangela         | Sara            | Para TV |
| 2006 | Split Decision   | Bex Christensen | Para TV |
| 2003 | To Be a Star     | Lilach          |         |

## Televisão
| Ano       | Título                         | Papel                                                  |
| 2017      | Seal Team                      | Stella                                                 |
| 2013      | The Killing                    | Aleena Drizocki                                        |
| 2013      | Burn Notice                    | Sonya                                                  |
| 2012      | Cult (série)                   | Kelly Collins                                          |
| 2011      | Supernatural                   | Jo Harvelle                                            |
| 2011      | Pretty Little Liars            | Simone                                                 |
| 2010      | Lie To Me                      | Becky                                                  |
| 2010      | Bones                          | Jenny                                                  |
| 2010      | Grey's Anatomy                 | Michelle                                               |
| 2009      | Supernatural                   | Jo Harvelle                                            |
| 2009      | Party Down                     | Heather                                                |
| 2009      | Monk                           | Molly Evans(filha de Trudy no último episódio da série |
| 2009      | Knight Rider                   | Julie Nelson                                           |
| 2009      | The Mentalist                  | Natalie                                                |
| 2008      | Ghost Whisperer                | Fiona Raine                                            |
| 2008      | The Cleaner                    | Jackie Kemp                                            |
| 2007      | Cane                           | Rebecca King                                           |
| 2007/2006 | Supernatural                   | Jo Harvelle                                            |
| 2006      | Commander in Chief             | Courtney Winters                                       |
| 2006      | 7th Heaven                     | Amiga misteriosa de Simon                              |
| 2006      | Cold Case                      | Sally - 1988                                           |
| 2006/2004 | Veronica Mars                  | Meg Manning                                            |
| 2005      | CSI: Crime Scene Investigation | Tally Jordan                                           |